# Chiang Tai-Chuan
Chiang Tai-Chuan (江泰權T, 江泰权S, Jiāng TàiquánP; Contea di Chiayi, 26 ottobre 1960) è un ex giocatore di baseball taiwanese.

## Palmarès

### Olimpiadi
- Argento a Barcellona 1992.